# ألفارو سولانو
ألفارو سولانو (بالإسبانية: Álvaro Solano)‏ (6 يونيو 1961 في كوستاريكا - ) هو مدرب كرة قدم ولاعب كرة قدم كوستاريكي في مركز الوسط، شارك في الألعاب الأولمبية الصيفية 1984. وشارك مع منتخب كوستاريكا لكرة القدم. أما مع النوادي، فقد لعب مع نادي ألاجولينسي وA.D. Carmelita ‏.

## وصلات خارجية
- ألفارو سولانو على موقع الاتحاد الدولي (مؤرشف)  (الإنجليزية)
- ألفارو سولانو على موقع قاعدة بيانات كرة القدم.إي يو (الإنجليزية)
- ألفارو سولانو على موقع أوليمبيديا (الإنجليزية)